# Кошаркашка репрезентација Исланда
Кошаркашка репрезентација Исланда представља Исланд на међународним кошаркашким такмичењима.

## Учешћа на међународним такмичењима

### Олимпијске игре
Није учествовала

### Светска првенства
Није учествовала

### Европска првенства
| Година | Турнир    | Позиција |
| ------ | --------- | -------- |
| 2015.  | Прва фаза | 24.      |